# ホルヘ・ウィルステルマン国際空港
ホルヘ・ウィルステルマン国際空港（西: Aeropuerto Internacional Jorge Wilstermann）は、ボリビアのコチャバンバにある国際空港。

## 概要
空港の名前は、ボリビア初の民間人パイロットのホルヘ・ウィルステルマンから。2007年まで運航を続けていたフラッグキャリアのLAB航空が本拠地としていた。現在はボリビア国営航空のボリビアーナ航空（BoA）が本拠地を置いている。